# Principes de Vancouver
Les principes de Vancouver, de leur nom complet Principes de Vancouver sur le maintien de la paix et la prévention du recrutement et de l’utilisation d’enfants soldats, sont des engagements politiques protégeant les enfants contre le recrutement au sein de groupes armés lors des opérations de maintien de la paix de l’Organisation des Nations unies. Présentés en novembre 2017, ces principes avaient été adoptés, en février 2023, par 106 États.

## Contexte

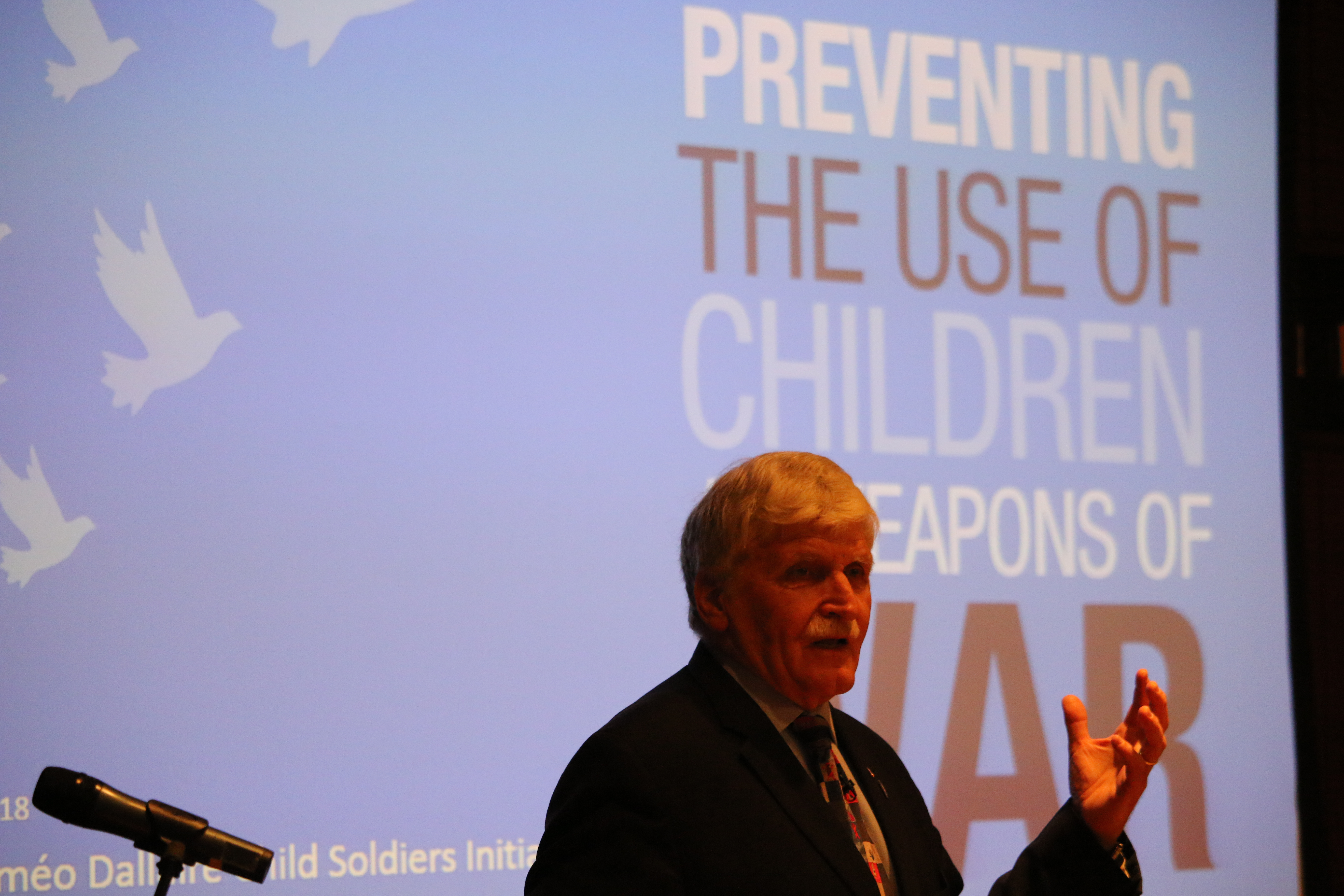
Roméo Dallaire lors d'un discours sur les enfants associés aux groupes armés en 2018.

Les principes de Vancouver s'inscrivent dans la lignée d'autres initiatives et instruments pour protéger les enfants des effets de la guerre, comme les principes du Cap (1997), le protocole facultatif à la Convention relative aux droits de l'enfant concernant l'implication d'enfants dans les conflits armés (entré en vigueur en 2002), les principes et engagements de Paris (2007) et la Déclaration sur la sécurité dans les écoles (2015). En 2002, la Cour pénale internationale reconnaît comme crime de guerre le recrutement d'enfants de moins de quinze ans.
En octobre 2017, un rapport de l'ONU indique « que plus de 8 000 enfants ont été tués ou blessés dans des conflits armés à travers le monde en 2016 et que des milliers d'enfants ont été recrutés ou utilisés par des factions rivales ». En novembre 2017 a lieu à Vancouver une réunion des ministres de la Défense sur le maintien de la paix des Nations unies, à laquelle assistent les représentants et responsables militaires de 80 États ainsi que Jean-Pierre Lacroix, secrétaire général adjoint des Nations unies aux opérations de maintien de la paix. À l'issue de l'évènement, Justin Trudeau présente les principes de Vancouver, élaborés avec l'aide de Roméo Dallaire.

## Contenu
Selon l'Unicef, « les Principes de Vancouver portent sur la protection des enfants lors des opérations de maintien de la paix, y compris à tous les stades d’un conflit. Ces 17 principes fournissent des orientations liées aux situations de maintien de la paix : prioriser et opérationnaliser la prévention du recrutement et de l’utilisation d’enfants, et soutenir leur libération en toute sécurité et leur transfert à des acteurs de la protection de l’enfance ».

## Bilan et évolutions
Plusieurs personnalités canadiennes trouvent décevante l'issue de la réunion de 2017, y compris les principes de Vancouver.
En février 2023, lors de la Journée internationale contre l’utilisation d’enfants soldats, Justin Trudeau annonce que les principes de Vancouver sont « adoptés par 106 États membres des Nations unies ».

### Documentation
- Wendy Kean, « Les Principes de Vancouver : une grammaire morale pour une observation autonomisée » [PDF], sur Université Dalhousie, Allons-y, volume 7, mai 2023.
- Alan Okros, « Améliorer la capacité des Forces armées canadiennes à composer avec le phénomène des enfants soldats », Revue militaire canadienne, vol. 20, no 1,‎ hiver 2019 (lire en ligne [PDF]).